# Concilio de Perpiñán

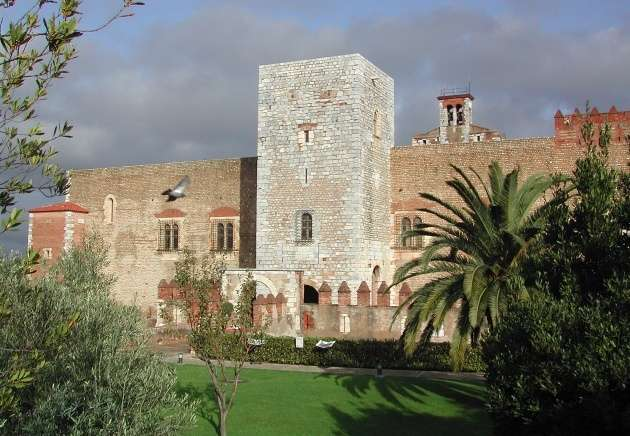
Palais des rois de Majorque.Aujourd'hui.l

El Concilio de Perpiñán fue convocado bajo los auspicios del papa Benedicto XIII de Aviñón, el Illuecano Pedro Martínez de Luna, conocido también como el Papa Luna. Se celebró entre noviembre de 1408 y febrero de 1409 en la ciudad de Perpiñán con el objetivo de intentar llegar a un acuerdo que solventara la división que se había producido en la cristiandad por el llamado Cisma de Occidente, de tal forma que existían 2 papas, Benedicto XIII con sede en Aviñón y Gregorio XII con sede en Roma.
El concilio de Perpiñán fue apoyado por el rey Martín I de Aragón. Tras las deliberaciones se definió favorablemente hacia la legitimidad de Benedicto XIII, pontífice de Aviñón, con la siguiente declaración: 

Nos, los cardenales de su obediencia manifestamos nuestra pública adhesión a vuestra santidad reconociendo vuestros continuos esfuerzos en pro de la reunificación de la cristiandad... Rechazamos, por injustas y falsas, las acusaciones de hereje y cismático que sobre vuestra persona han recaído...

Sin embargo en el posterior concilio de Pisa celebrado también en el año 1409, se declararon cismáticos a los dos papas.